# Palo Quemado
Palo Quemado är en ort i Mexiko.   Den ligger i kommunen Tacotalpa och delstaten Tabasco, i den sydöstra delen av landet, 700 km öster om huvudstaden Mexico City. Palo Quemado ligger 981 meter över havet och antalet invånare är 333.
Terrängen runt Palo Quemado är kuperad österut, men västerut är den bergig. Palo Quemado ligger uppe på en höjd. Runt Palo Quemado är det ganska tätbefolkat, med 70 invånare per kvadratkilometer. Närmaste större samhälle är Teapa, 18,8 km nordväst om Palo Quemado. I omgivningarna runt Palo Quemado växer i huvudsak städsegrön lövskog.